# KSR-III

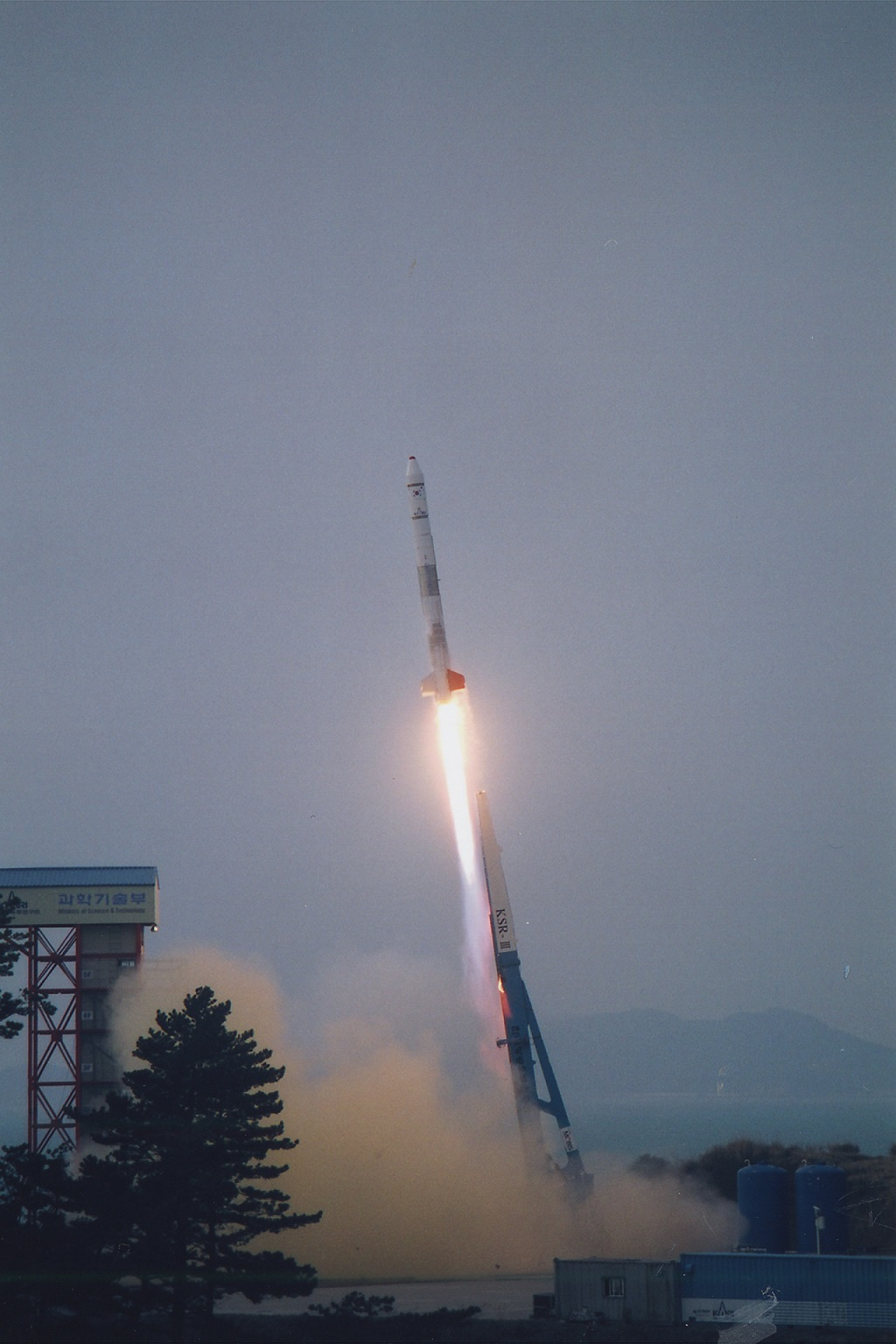
KSR-III 발사

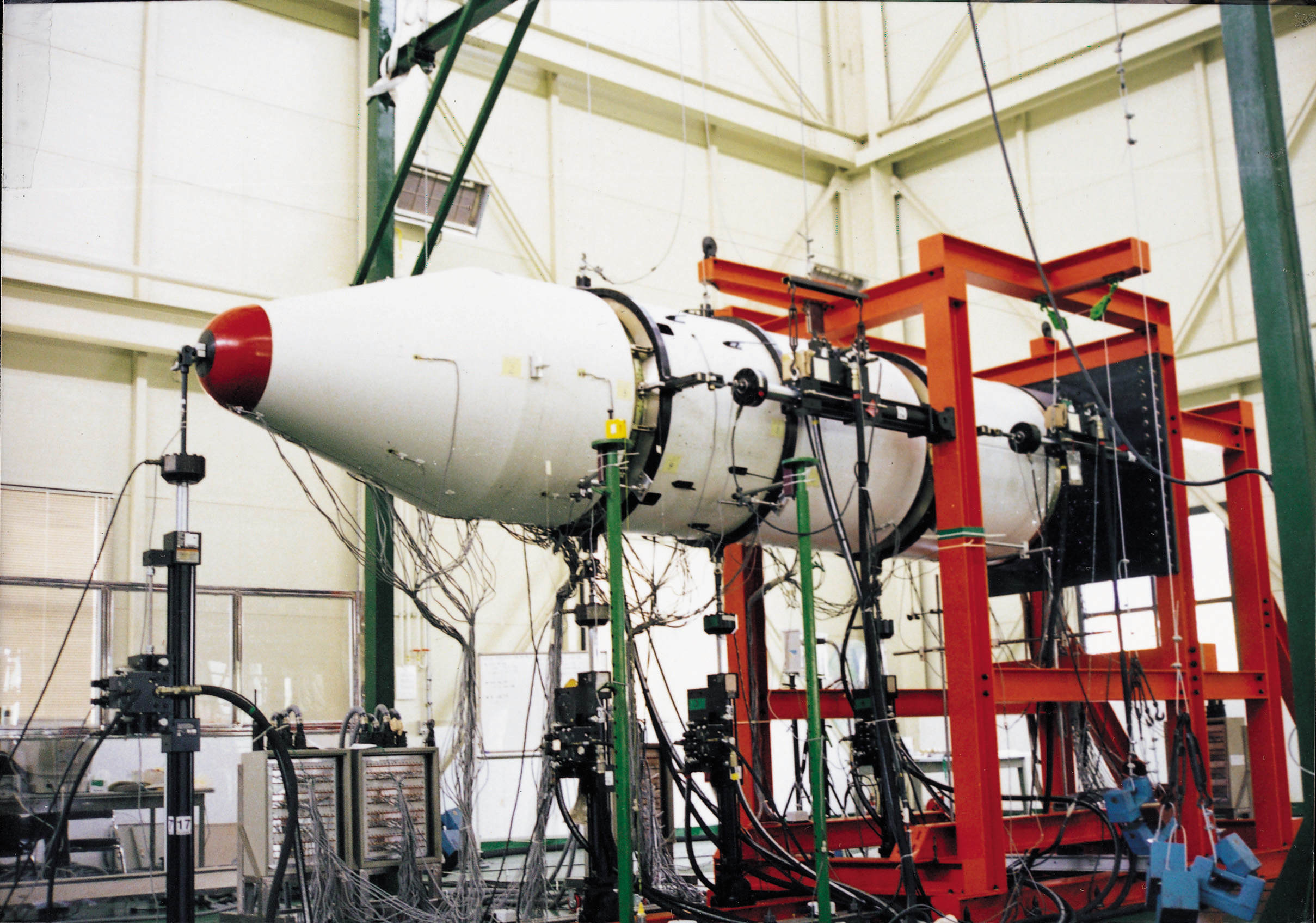
KSR-III

KSR-III(Korean Sounding Rocket-III)은 대한민국의 관측 로켓으로서, 최초의 액체연료(액체 산소/Jet A-1) 로켓이다. 1단 로켓만으로 구성된 KSR-III이 2002년 11월 28일 충남 태안 안흥종합시험장에서 시험 발사를 성공했다.  KARI에서 제작했으며. 고도 43km, 거리 80km를 비행했다.

## 역사
2009년 발사된 KSLV-I에 사용될 예정이었으나, 설계가 변경되어 KSLV-I에는 사용되지 않았다.

### 미국의 방해
2001년 말, 911 테러 직후, 미국은 한국의 액체로켓인 과학로켓 3호 개발이 한미 미사일 지침 위반이라며, 대덕의 항공우주연구원에 사찰단을 보냈다.

### 러시아 협력
과학로켓 3호의 액체연료 엔진은 국내에서 개발한 가압식 로켓엔진이다. 개발당시 국내에는 전용시험시설이 없었기 때문에 초기시험은 러시아 협력으로 실시했으며, 이를 바탕으로 2001년 11월 국내 시험시설에서 액체연료 로켓 엔진 20초 연소시험을 수행했다.

### 현대정공
1992년 대선에 도전했다가 실패한 정주영 회장은 김영삼(YS) 대통령의 보복이 두려웠다. 그는 YS 임기 내 인공위성 발사체를 개발하겠다고 제안했다. 국가적 이벤트로는 안성맞춤이었으니 정부도 반대할 리 없었다. 현대차 마북연구소에 개발팀이 꾸려졌다. 90년대 초 갤로퍼 신화를 주도했던 김동진 현대정공 기술연구소장이 책임을 맡았다. 실제 러시아에서 절단된 로켓엔진을 50만달러에 사 왔고 로켓엔지니어도 초빙했다. 그러나 로켓은 자동차 엔진과 차원이 달랐다. 좀체 진전을 못보다 IMF 이후 우주개발 사업을 접었다.
우주발사체에 사용될 액체로켓 개발도 조심스럽게 시동을 걸었다. 1993년 4월 충남 안흥 발사장에서 우리 기술로 개발한 과학로켓 2호 발사 행사가 열렸다. 채연석, 유장수 한국항공우주연구소 책임연구원 등 5명의 과학자를 불러 더 멀리 쏘아 올릴 액체로켓 기술을 개발하도록 주문했다. 정몽구 현대자동차그룹 회장이 우주사업에 관심이 있다는 소식을 듣고 현대정공(현 현대모비스)에 협조를 요청했다. 러시아 로켓 기술자들도 불러왔고, 기술을 공부할 발사대도 옮겨왔다. 마북리 연구소에서 항우연 과학자 20명에게 현대정공이 초청한 3명의 러시아 기술자들로부터 액체 발사체 기술을 전수받게 했다. 모든 일은 조심스럽게 진행됐고, 이 과학자들이 훗날 나로호 개발의 주역이 됐다. 그러나 1995년 김영삼 정부와 현대가 갈등을 빚으며 현대의 우주 개발 노력은 중단됐다. 그동안 투자한 비용을 떠나 성공했더라면 한국 액체로켓 연구는 지금보다 10년 정도 앞섰을 것으로 생각한다. 물론 당시 참여한 연구자들의 노력으로 통신·기상·관측용 인공위성을 우리 손으로 만들고, 달 탐사 계획을 추진하게 된 것은 우리 과학기술계의 쾌거임에 틀림없다.

## 액체연료 로켓
거의 예외없이 선진국들은 액체연료 로켓을 추력 10톤, 30톤, 75톤 순서로 개발했다. 그래서 과학로켓 3호의 추력 13톤 KRE-013 엔진 개발에 이어, 항우연은 2006년 추력 30톤 KRE-030, 2020년 추력 75톤 KRE-075 개발을 했다.
항우연은 ‘KSR-III’ 개발사업을 통해 위성발사체 개발에 필수적으로 요구되는 액체추진기관, 추력 벡터 제어장치, 관성항법장치, 전자탑재부, 대형 탱크 등의 핵심 기초 기반기술과 일부 노하우를 확보했다.
2009년, KSR-III 개발을 주도한 채연석 한국항공우주연구원 연구위원은 "KSR-III는 13t급으로 추력이 작지만 이 기술을 향상시켜 현재 30t급 KRE-030 액체로켓 엔진 기술을 독자적으로 확보했다"고 말했다.
1989년 항우연 설립 때부터 기관에 몸담은 조광래 원장은 "항우연 설립 당시에는 연구 인원이 고작 30여명에 불과했고 선진국으로부터 기술자문도 구할 수 없는 상황이었다"며 "국내 최초의 액체연료 과학로켓인 'KSR-III' 개발에 본격 착수한 것은 1997년으로 실질적인 투자는 김대중 정부 시절(1998년 2월~2003년 2월)에 들어서야 집행됐다"고 회상했다.

## 발사 이후
2002년 과학로켓 3호 발사에 성공하고서, 정부는 2005년까지 러시아와 공동으로 100 kg 인공위성을 발사하는 한국형 로켓 KSLV-I을 개발하고, 2010년 1톤 인공위성을 발사하는 KSLV-II호, 2015년 1.5톤 인공위성을 발사하는 KSLV-III호를 독자 개발해 발사할 계획이었다. 그러나 2005년 발사예정이던 KSLV-I(나로호)는 4년이나 지연된 2009년이 되어서야 겨우 발사했다.
- 2009년 8월 25일, 나로호 1차 발사
- 2010년 6월 10일, 나로호 2차 발사
- 2013년 1월 30일, 나로호 3차 발사

2010년 1톤 인공위성을 발사하는 KSLV-II호 개발 계획은 취소하고, 곧바로 1.5톤 인공위성을 발사하는 KSLV-II호 개발로 계획을 변경했다. 2021년에 누리호를 발사할 계획이다. 나로호 보다 1.5배 덩치가 커졌다.

## 제원
- 주관: KARI
- 길이: 13.5 m
- 지름: 1.0 m
- 발사중량: 6.1 t
- 화물중량: 150 kg
- 도달고도: 42.7 km
- 도달거리: 79 km
- 추진제: Jet A-1 / 액체 산소
- 액체연료 공급방식: 가압식 사이클
- 엔진 추력: 13톤 KRE-013 엔진
- 최대가속도: 4.5 g
- 최대속도: 초속 962 m
- 연소시간: 53초
- 비행시간: 3분 51초
- 개발시작: 1997년 11월
- 개발비: 780억 원
- 발사시각: 2002년 11월 28일 14시 52분 26초

## 같이 보기
- KSR-I
- KSR-II
- KSLV-I
- 가압식 사이클
- 대한민국의 탄도유도탄 개발사